# Penstemon scapoides
Penstemon scapoides är en grobladsväxtart som beskrevs av Karl Keck. Penstemon scapoides ingår i släktet penstemoner, och familjen grobladsväxter. Inga underarter finns listade i Catalogue of Life.